# طليعة المضغة
مرحلة ما قبل الجنين هي محصول الحمل قبل الانغراس في الرحم في التطور الجنيني البشري.

## ما قبل الجنين في التطور الجنيني البشري
كلمة ما قبل الجنين في بعض الأحيان تُستَخدم في السياقات الأخلاقية للإشارة إلى محصول الحمل البشري على الأقل بين الإخصاب والانغراس، على الرغم من أن هذا المصطلح لم يتم اعتماده من قبل المجتمع العلمي. محصول الحمل بين الإخصاب والانغراس كثيرًا ما يصّنف كجنين قبل الانغراس.
حتى بعد بدء الانغراس، قد يكون ما قبل الجنين موجودًا إلى أن يتكون التلم البدائي. يبدأ الانغراس بعد حوالي ستة أيام من الإخصاب، ويستمر لمدة أسبوع تقريبًا، يكوَّن خلاله التلم البدائي. استخدام مصطلح ما قبل الجنين، في سياق التطور البشري، قد تعرض لانتقادات من معارضي أبحاث الأجنة، ومن العلماء الذين اعتبروا أن هذا التصنيف باطل أو غير ضروي.  أحد الأسباب التي قدّمت لتمييز مفهوم محصول الحمل عند الإنسان الأولي عن الجنين هو أن هناك احتمال انقسام محصول الحمل إلى توأم متطابق قبل الانغراس، وبالتالي (تقول الحجة) لا يمكن اعتبار محصول الحمل قبل الانغراس كإنسان واحد ومع ذلك، فإن محصول الحمل قبل الانغراس يُظهر نشاطًا ذاتيًا، مما أدى إلى التأكيد على أنه جنين. بالإضافة إلى ذلك، فإن التوأمة المتطابقة هي مثال على تكون محصول الحمل عن طريق التكاثر اللاجنسي، دون التوقف عن أن يكون ما هو عليه (إنسان جديد)، يوفر خلية أو خلايا كمحصول حمل جديد، منفصلة تمامًا أو منفصلة جزئيًا (توأم سيامي) عن محصول الحمل الأصلي، ولكن على أي حال تحرك ذاتيًا في تطوره منذ اللحظة التي يكتمل فيها التكاثر اللاجنسي (التوأمة)،[بحاجة لمصدر] من خلال هذا التكاثر اللاجنسي، يصبح والدا محصول الحمل الأصلي في الواقع أجدادً للتوأم المتماثل الذي تم تصوره.
ذكر تقرير صادر عن المعاهد الوطنية للصحة في الولايات المتحدة، أن محصول الحمل  يمكن أن يكون جنينًا قبل الانغراس وجنينًا سابقًا في نفس الوقت. ومع ذلك، كتبت آن كيسلينج (رائدة في أبحاث الخلايا الجذعية) أن هذه الفئات غير دقيقة.

## علم الوجود

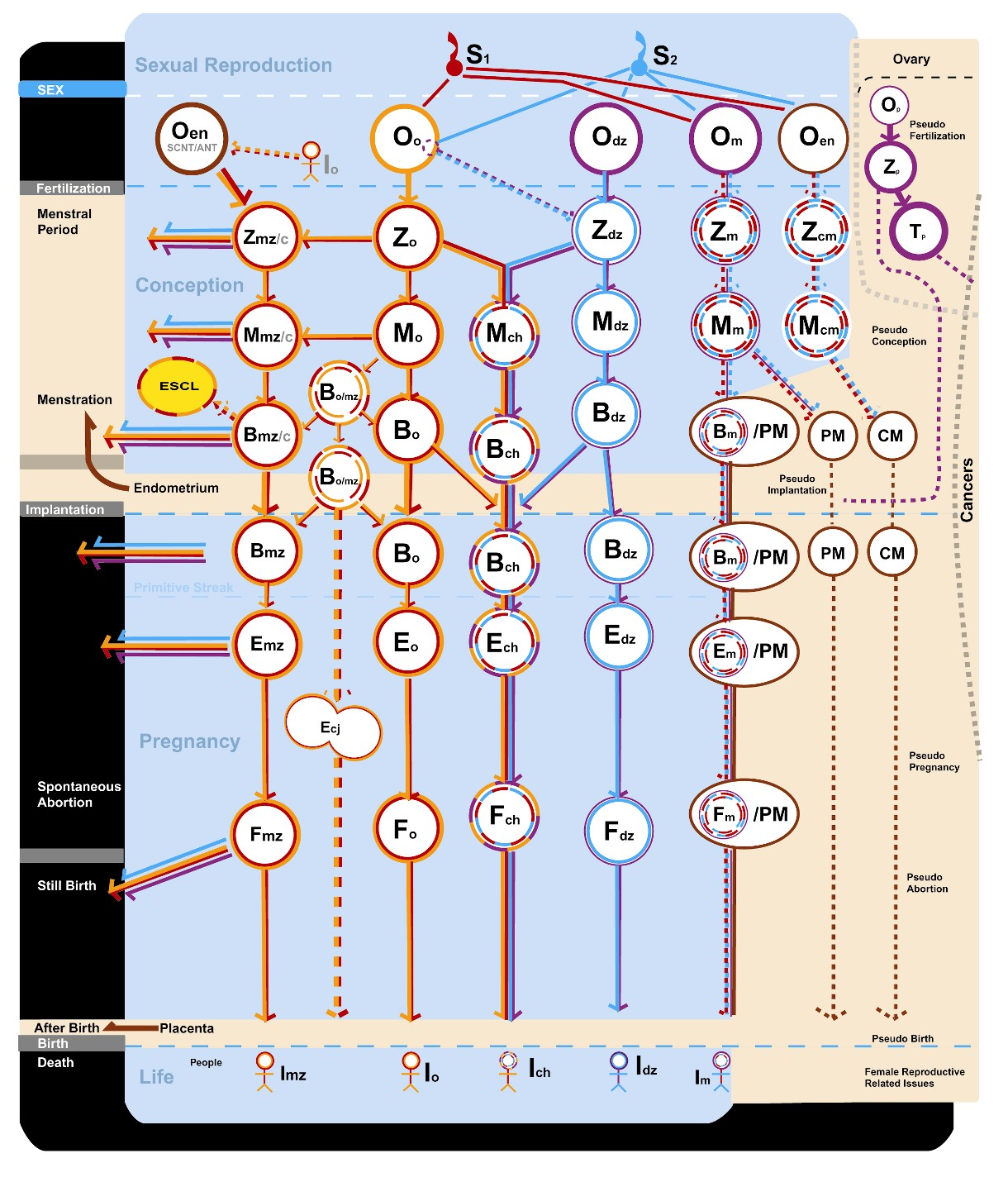
الحالة الوجودية للجنين والمضغة وما قبل الجنين

### يوضح الرسم التوضيحي الحالة الوجودية للجنين والمضغة وما قبل الجنين
- (o)  يشير إلى المسار التناسلي والجنيني القياسي (الطبيعي &).

- (mz) يشير إلى جميع المسارات الممكنة لتوأم أحادي الزيجوت.

- (/c) يشير إلى استنساخ تم إنشاؤه بواسطة نقل نواة الخلية الجسدية أو بعض أنواع النمل.
- (ch) يشير إلى جميع المسارات الممكنة لفرد وهمي.
- (dz) يشير إلى مسار التوأم ثنائي الزيجوت.
- (en) يشير إلى البويضة المستأصلة.
- (m) يشير إلى الرحى العدارية الشكل.
- (cm) يشير إلى الرحى العدارية الشكل الكامل.
- (pm) يشير إلى الرحى العدارية الشكل الجزئي.
- (p) يشير إلى التوالد البكري.

- (O) يشير إلى بويضة.
- (Z) يشير إلى البويضة الملقحة.
- (M) يشير إلى التويتة.
- (B) يشير إلى الكيسة الأريمية.
- (E) يشير إلى وجود مضغة.
- (F) يشير إلى وجود جنين.
- (I) يشير إلى فرد حي مولود.
- (PM) يشير إلى الرحى العدارية الشكل الجزئي.
- (CM) يشير إلى الرحى العدارية الشكل الكامل.
- (T) يشير إلى ورم جنيني.

تمثل الألوان المساهمات الوراثية للأم والأب.